# 法斗蛇根草
法斗蛇根草（学名：Ophiorrhiza petrophila）为茜草科蛇根草属的植物，是中国的特有植物。分布在中国大陆的云南等地，生长于海拔1,000米的地区，多生长于石灰岩山地密林中，目前尚未由人工引种栽培。